# Wildschutzgebiet der Arabischen Oryx
Das Wildschutzgebiet der Arabischen Oryx war von 1994 bis 2007 eine von der UNESCO gelistete Stätte des Weltnaturerbes in Oman.

## Hintergrund
Die Arabische Oryx (Oryx leucoryx), auch Weiße Oryx genannt, ist eine Antilopenart, die ursprünglich in den Wüsten und Halbwüsten Vorderasiens verbreitet war. Sie wurde aber so stark bejagt, dass es 1972 keine frei lebenden Tiere mehr gab. Anfang der 1980er Jahre wurden aus Zoos in den USA stammende Tiere wieder in mehreren Staaten Vorderasiens ausgewildert, als erstes 1982 in Oman.

## Eintragung
Das Wildschutzgebiet der Arabischen Oryx wurde 1994 aufgrund eines Beschlusses der 18. Sitzung des Welterbekomitees in die Liste des UNESCO-Welterbes eingetragen.
Die Eintragung erfolgte aufgrund des Kriteriums (x), damals noch als Kriterium (iv) für Naturerbe bezeichnet, das auf die für die In-situ-Erhaltung der biologischen Vielfalt auf der Erde bedeutendsten und typischsten Lebensräume gerichtet ist.

## Schutzgebiet
Das Schutzgebiet umfasste eine Fläche von 2.750.000 ha. Es erstreckte sich über die Hügel an der Küste und die zum Landesinneren anschließende Wüste östlich von Haima im heutigen Gouvernement al-Wusta.
Durch jahreszeitliche Nebel und den Morgentau hat sich hier ein einzigartiges Wüsten-Ökosystem gebildet, in dem verschiedene, teils endemische Pflanzenarten wachsen. Neben der ausgewilderten Arabischen Oryx leben in diesem Gebiet weitere seltene Tierarten, darunter der Nubische Steinbock (Capra nubiana), der Arabische Wolf (Canis lupus arabs), der Honigdachs (Mellivora capensis) und der Karakal (Caracal caracal). Das Gebiet beherbergt die größte wild lebende Population der Edmigazelle (Gazella gazella). Außerdem brütet die Kragentrappe (Chlamydotis undulata) in Arabien nur in diesem Gebiet.

## Streichung
Im Jahr 2007 beschloss das Welterbekomitee auf seiner 31. Sitzung, das Wildschutzgebiet der Arabischen Oryx von der Welterbeliste zu streichen. Dies war die erste Streichung einer Welterbestätte von der Welterbeliste überhaupt. Der Staat Oman hatte die Größe des Schutzgebietes zur Erdölgewinnung einseitig um 90 % verkleinert, wodurch nach Ansicht des Welterbekomitee der überragende universale Wert der Stätte zerstört wurde. Das Welterbekomitee sah Wilderei und den Verlust an Lebensraum als Hauptursache dafür an, dass der Bestand der Arabischen Oryx von 450 Tieren im Jahr 1996 auf 65 Tiere gesunken war und nur noch vier für Nachwuchs sorgende Paare übriggeblieben waren.